# Списак улица Новог Београда
Улице на Новом Београду су добијале и мењале своје називе по различитијим основама: по генералима, градовима из земље и иностранства, морепловцима, итд.
Светски морепловци су овде добили своје улице: Кристифор Колумбо (Колумбова), Америго Веспучи (Веспучијева), Фернандо Магелан (Магеланова), и светски путописац Марко Поло.
Дат је списак улица, са претходним називима у заградама, ради лакшег сналажења.

## Списак
| Списак улица Новог Београда           | | |                  |
| назив улице                           | личност/догађај/топоним по којој је названа                                                              | стари назив/и                                                                                           | део града/насеље |
| А                                     | | |                  |
| Авијатичарски пут                     | — | — | —                |
| Алексе Дундића                        | Алекса Дундић (1896-1920), учесник Октобарске револуције                                                 | — | Бежанијска коса  |
| Алексиначких рудара                   | погибија 92 рудара у јами „Морава“ рудника угљена у Алексинцу, 17. новембра 1989. године                 | Георги Георгиу Дежа, до 1990. године. * Георги Георгију Деж (1901-1965), генерални секретар КП Румуније | —                |
| Антифашистичке борбе                  | антифашизам; народноослободилачка борба                                                                  | Пролетерске солидарности, до 2008.                                                                      | —                |
| Ауто-пут за Загреб                    | — | Ауто-пут „Братство и јединство“                                                                         | —                |
| Б                                     | | |                  |
| Балтичка                              | Балтичко море                                                                                            | — | Бежанијска коса  |
| Бежанијских илегалаца                 | — | Нова 1                                                                                                  | Бежанијска коса  |
| Благоја Марјановића Моше              | Благоје Марјановић Моша (1907-1984), фудбалер и тренер                                                   | — | Бежанијска коса  |
| Блажа Попиводе                        | Блажо Попивода (1911-1944), народни херој                                                                | — | Бежанијска коса  |
| Боце и Јакше                          | Обрад Белошевић Боца (1928-1986), кошаркашки судија и Драгаш Јакшић Јакша, кошаркашки судија             | — | Бежанијска коса  |
| Бродарска                             | — | — | Старо Сајмиште   |
| Булевар Зорана Ђинђића (чланак)       | др Зоран Ђинђић (1952-2003), политичар, председник Демократске станке и Владе Републике Србије           | Први булевар и Булевар АВНОЈ-а, до 2007. године * АВНО Југославије                                      | —                |
| Булевар Арсенија Чарнојевића          | Арсеније III Чарнојевић (1633-1706), српски патријарх                                                    | Други булевар, до 1992. године                                                                          | —                |
| Булевар Милутина Миланковића (чланак) | Милутин Миланковић (1879-1958), научник, члан САНУ и професор Београдског универзитета                   | Трећи булевар, до 2006. године                                                                          | —                |
| Булевар Михајла Пупина (чланак)       | Михајло Пупин (1854-1936), научник и професор Универзита Колумбија и почасни конзул Србије у САД         | Булевар Лењина, до 1997. године * Владимир Илич Лењин (1870-1924), револуционар и оснивач СССР-а        | —                |
| Булевар Николе Тесле (чланак)         | Никола Тесла (1856-1943), научник и проналазач                                                           | Београдски пут и Булевар Едварда Кардеља, до 1990. * Едвард Кардељ (1910-1979), политичар               | —                |
| Булевар уметности                     | — | Хо Ши Минова, до 1990. године * Хо Ши Мин (1890-1969), први председник ДНР Вијетнама                    | —                |
| Булевар Црвене армије                 | Црвена армија                                                                                            | — | —                |
| В                                     | | |                  |
| Вајара Живојина Лукића                | Живојин Лукић (1889-1934), вајар                                                                         | — | Бежанијска коса  |
| Василија Ђуровића Вака                | Василије Ђуровић Вако (1910-1943), народни херој                                                         | — | Бежанијска коса  |
| Велемајстора Боре Костића             | Бора Костић (1887-1963), шахиста                                                                         | — | Бежанијска коса  |
| Веспучијева                           | Америго Веспучи (1451-1512), италијански морепловац                                                      | — | Бежанијска коса  |
| Виктора Новака                        | Виктор Новак (1889-1977), историчар, члан САНУ и професор Београдског универзитета                       | — | Бежанијска коса  |
| Виноградска                           | Виноград                                                                                                 | — | Бежанија         |
| Владимира Назора                      | Владимир Назор (1876-1949), књижевник                                                                    | — | —                |
| Владимира Поповића                    | Владимир Поповић (1914-1972), шпански борац, политичар и народни херој                                   | — | —                |
| Власинска                             | река Власина                                                                                             | — | Ледине           |
| Војвођанска                           | Војводина                                                                                                | Маршала Тита * Јосип Броз Тито (1892-1980), председник Југославије                                      | Бежанија         |
| Врдничка                              | село Врдник, код Руме                                                                                    | — | Ледине           |
| Г                                     | | |                  |
| Гандијева (чланак)                    | Махатма Ганди (1869-1948), оснивач државе Индије                                                         | Вука Караџића * Вук Караџић (1787-1864), реформатор српског језика                                      | —                |
| Генерала Михајла Недељковића          | Михајло Недељковић (1888-1945), генерал ЈВ                                                               | — | Бежанијска коса  |
| Голубиначка                           | село Голубинци, код Старе Пазове                                                                         | — | Ледине           |
| Гоце Делчева (чланак)                 | Гоце Делчев (1872-1903), македонски револуционар                                                         | — | —                |
| Грамшијева                            | Антонио Грамши (1891-1937), италијански писац и генерални секретар КП Италије                            | — | —                |
| Грчка                                 | држава Грчка                                                                                             | — | Бежанијска коса  |
| Д                                     | | |                  |
| Данила Лекића Шпанца                  | Данило Лекић Шпанац (1913-1986), шпански борац, генерал-пуковник ЈНА и народни херој                     | — | Бежанијска коса  |
| Данила Срдића                         | Данило Срдић (1896-1937), учесник Октобарске револуције                                                  | — | Бежанијска коса  |
| Делиблатска                           | село Делиблато, код Ковина                                                                               | — | Ледине           |
| Димитрија Георгијевића Старика        | Димитрије Георгијевић(1884-1959), учесник Октобарске револуције, шпански борац и генерал-потпуковник ЈНА | — | Бежанијска коса  |
| Добановачка                           | село Добановци                                                                                           | — | Ледине           |
| Добојска                              | град Добој, у Босни и Херцеговини                                                                        | — | Ледине           |
| Др Агостина Нета                      | др Агостино Нето (1922-1979), први председник Анголе                                                     | — | —                |
| Др Ивана Рибара                       | др Иван Рибар (1881-1968), политичар                                                                     | — | —                |
| Др Теодора Бороцког                   | др Теодор Бороцки (1903-1942), лекар и симпатизер НОП-а                                                  | Др Теодора Борецког                                                                                     | Бежанијска коса  |
| Др Хуга Клајна                        | др Хуго Клајн (1894-1981), лекар, редитељ и професор Позоришне академије                                 | — | Бежанијска коса  |
| Драгана Јефтића                       | Драган Јефтић (1913-1943), народни херој                                                                 | — | —                |
| Драгише Брашована                     | Драгиша Брашован (1887-1965), архитекта                                                                  | — | Бежанијска коса  |
| Душана Вукасовића                     | Душан Вукасовић (1909-1945), народни херој                                                               | — | —                |
| Ђ                                     | | |                  |
| Ђорђа Станојевића                     | Ђорђе Станојевић (1851-1921), ректор Београдског универзитета                                            | Милутина Миланковића, до 2006. године                                                                   | —                |
| Е                                     | | |                  |
| Егејска                               | Егејско море                                                                                             | — | Бежанијска коса  |
| Ж                                     | | |                  |
| Жарка Миладиновића                    | др Жарко Миладиновић (1862-1926), политичар                                                              | — | —                |
| З                                     | | |                  |
| Зарија Вујошевића                     | Зарија Вујошевић (1903-1943), народни херој                                                              | — | Старо Сајмиште   |
| Земунска                              | град Земун                                                                                               | — | —                |
| Земунски пут                          | — | — | Старо Сајмиште   |
| И                                     | | |                  |
| Ивана Марковића Ирца                  | Иван Марковић Ирац (1909-1942), шпански борац и народни херој                                            | — | Старо Сајмиште   |
| Излетнички пут                        | — | — | —                |
| Исмета Мујезиновића                   | Исмет Мујезиновић (1907-1984), сликар                                                                    | — | Бежанијска коса  |
| И                                     | | |                  |
| Јапанска                              | држава Јапан                                                                                             | — | —                |
| Јонска                                | Јонско море                                                                                              | — | Бежанијска коса  |
| Јурија Гагарина                       | Јуриј Гагарин (1934-1968), совјетски космонаут                                                           | — | —                |
| К                                     | | |                  |
| Кларе Цеткин                          | Клара Цеткин (1857-1933), немачка политичарка и феминисткиња                                             | — | —                |
| Кленачка                              | село Кленак, код Руме                                                                                    | — | Ледине           |
| Колумбова                             | Кристифор Колумбо (1451-1506), шпански морепловац                                                        | — | Бежанијска коса  |
| Л                                     | | |                  |
| Луја Адамича                          | Луј Адамич (1898-1951), амерички књижевник југословенског порекла                                        | — | —                |
| Љ                                     | | |                  |
| Љубинке Бобић                         | Љубинка Бобић (1897-1978), глумица                                                                       | — | Бежанијска коса  |
| М                                     | | |                  |
| Магеланова                            | Фернандо Магелан (1480-1521), португалски морепловац                                                     | — | Бежанијска коса  |
| Маглићка                              | планина Маглић, у Босни и Херцеговини                                                                    | — | Ледине           |
| Мајора Бранка Вукосављевића           | Бранко Вукосављевић (1887-1919), мајор ЈВ                                                                | — | Бежанијска коса  |
| Мајора Милана Малнарића               | Милан Малнарич (1906-1945), мајор ЈА                                                                     | — | Бежанијска коса  |
| Марка Пола                            | Марко Поло (1254-1324), венецијански морепловац                                                          | — | Бежанијска коса  |
| Марка Ристића                         | Марко Ристић (1902-1984), писац                                                                          | — | Бежанијска коса  |
| Марка Челебоновића                    | Марко Челебоновић (1902-1986), сликар                                                                    | — | Бежанијска коса  |
| Матије Вуковића                       | Матија Вуковић (1925-1985), вајар                                                                        | — | Бежанијска коса  |
| Матије Иванића                        | Матија Иванић (1445-1523), вођа Хварске буне                                                             | — | Бежанијска коса  |
| Милана Вујаклије                      | Милан Вујаклија (1891-1955), писац                                                                       | — | Бежанијска коса  |
| Милентија Поповића                    | Милентије Поповић (1913-1971), политичар                                                                 | — | —                |
| Мустафе Голубића                      | Мустафа Голубић (1889-1941), ревоуционар                                                                 | — | Бежанијска коса  |
| Н                                     | | |                  |
| Народних хероја                       | Народни хероји; Орден народног хероја                                                                    | — | —                |
| Неде Спасојевић                       | Неда Спасојевић (1941-1981), глумица                                                                     | — | Бежанијска коса  |
| Недељка Гвозденовића                  | Недељко Гвозденовић (1902-1988), сликар                                                                  | — | Бежанијска коса  |
| Нехруова                              | Џавахарлал Нехру (1889-1964), индијски политичар                                                         | Савска                                                                                                  | —                |
| Николе Добровића                      | Никола Добровић (1897-1967), архитекта, члан САНУ и професор Београдског универзитета                    | — | Бежанијска коса  |
| Николе Карева                         | Никола Карев (1877-1905), македонски револуционар                                                        | — | Бежанијска коса  |
| Норвешка                              | држава Норвешка                                                                                          | — | Бежанијска коса  |
| О                                     | | |                  |
| Обреновачка                           | град Обреновац                                                                                           | — | Ледине           |
| Омладинских бригада                   | Омладинске радне акције                                                                                  | — | —                |
| Отона Жупанчича                       | Отон Жупанчич (1878-1949), словеначки књижевник                                                          | — | —                |
| Отранска                              | мореуз „Отрантска врата“                                                                                 | — | Бежанијска коса  |
| П                                     | | |                  |
| Палмира Тољатија                      | Палмиро Тољати (1893-1964), италијснки политичар                                                         | — | —                |
| Панте Тутунџића                       | Панта Тутунџић (1900-1964), хемичар, члан САНУ и професор Београдског универзитета                       | — | Бежанијска коса  |
| Париске комуне                        | Париска комуна, 1871. године                                                                             | — | —                |
| Партизанске авијације                 | Партизанска авијација                                                                                    | — | Бежанијска коса  |
| Пеђе Милосављевића                    | Пеђа Милосављевић (1908-1987), сликар                                                                    | — | Бежанијска коса  |
| Пере Сегединца                        | Пера Јовановић Сегединац (1655-1736), вођа устанка бекешких кметова                                      | — | Бежанија         |
| Похорска                              | планина Похорје, у Словенији                                                                             | — | —                |
| Првомајска                            | 1. мај - Празник рада                                                                                    | — | —                |
| Р                                     | | |                  |
| Радоја Дакића                         | Радоје Дакић (1911-1946), народни херој                                                                  | — | —                |
| Рашка Димитријевића                   | Рашко Димитријевић (1898-1988), књижевник и професор Београдског универзитета.                           | — | Бежанијска коса  |
| Ростовска                             | град Ростов, у Руској Федерацији                                                                         | — | Ледине           |
| Румска                                | место Рума                                                                                               | — | Ледине           |
| С                                     | | |                  |
| Савски кеј                            | — | — | —                |
| Савски насип                          | — | — | —                |
| Садика Рамиза                         | Рамиз Садику (1915-1943), народни херој                                                                  | — | Старо Сајмиште   |
| Сајмиште                              | — | — | Старо Сајмиште   |
| Семберијска                           | област Семберија, у Босни и Херцеговини                                                                  | — | Ледине           |
| Сестара Вуковић                       | Сестре Вуковић - ?                                                                                       | Јарослава Черног                                                                                        | Бежанијска коса  |
| Славка Шландера                       | Славко Шландер (1909-1941), народни херој                                                                | — | Старо Сајмиште   |
| Србобранска                           | место Србобран                                                                                           | — | Ледине           |
| Сремских одреда                       | Сремски партизански одреди                                                                               | — | —                |
| Стојана Аралице                       | Стојан Аралица (1883-1980), сликар и члан САНУ                                                           | — | Бежанијска коса  |
| Студентска                            | — | — | —                |
| Сурчинска                             | село Сурчин, код Земуна                                                                                  | — | Ледине           |
| Сурчински пут                         | — | — | Ледине           |
| T                                     | | |                  |
| Тамишка                               | река Тамиш                                                                                               | — | Ледине           |
| Телечка                               | Телечка пешчара                                                                                          | — | Ледине           |
| Тошин бунар                           | — | — |                  |
| Трајка Рајковића                      | Трајко Рајковић (1937-1970), кошаркаш                                                                    | — | Бежанијска коса  |
| Трешњиног цвета                       | — | — | —                |
| У                                     | | |                  |
| Ушће                                  | Ушће | — | —                |
| Ц                                     | | |                  |
| Црноморска                            | Црно море                                                                                                | — | Бежанијска коса  |
| Џ                                     | | |                  |
| Џона Кенедија                         | Џон Кенеди (1917-1963), амерички политичар и 35-и председник Сједињених Америчких Држава                 | — | —                |
| Ш                                     | | |                  |
| Шеталиште Лазара Карденаса            | Лазаро Карденас (1895-1970), председник Мексика                                                          | — | —                |
| Шидска                                | град Шид                                                                                                 | — | Ледине           |
| Шпанских бораца                       | Шпански борци                                                                                            | — | —                |